# Sordellina
La sordellina è una cornamusa italiana.

## Storia
A fine XVI secolo e nel corso di tutto il XVII secolo, diversi inventori con lo scopo di dare più possibilità tecniche alle cornamuse, applicarono agli strumenti delle migliorie che consentirono capacità cromatiche simili a quelle di un organo. Manfredo Settala fu il primo ad aggiungere 24 chiavi dando più note rispetto alla zampogna tradizionale, creando così un suono dolce e più contenuto. Venne diffusa nella corte di Napoli e di Firenze, suonata per tutto il "600 da musicisti come François L’Anglois e lo stesso Manfredo Settala. Verso la fine del XVII secolo, lo strumento cadde in disuso e scomparve per via dell'elevato costo e il cambio stilistico musicale.  
Nel 2019 durante la XXVI edizione del Festival della Zampogna di Maranola, per la prima volta dopo secoli viene presentata da Marco Tomassi insieme a Eric Montbel un modello di sordellina, ricostruita tramite lo studio di alcune iconografie e grazie anche a delle descrizioni dello strumento nel libro Harmonie universelle di Marin Mersenne.